# Illit (zespół muzyczny)
Illit (hangul: 아일릿; zapis stylizowany: ILLIT) – południowokoreański girlsband kpopowy utworzony przez wytwórnię Belift Lab - joint venture pomiędzy CJ ENM i Hybe - poprzez survivalowy reality show R U Next?. Grupa składa się z pięciu członkiń: Yunah, Minju, Moka, Wonhee i Iroha. Illit zadebiutowały 25 marca 2024 roku z EP Super Real Me.

## Nazwa
Ich nazwa, I'll-It (uprzednio), została ogłoszona podczas transmisji finałowego odcinka R U Next?. Stanowi ona grę słowną: I'll w języku angielskim wyraża czas przyszły, a it oznacza to. Nazwa ta ma reprezentować niezależność członkiń girlsbandu i ich zdolność do samodzielnego podejmowania decyzji - każda z nich może wybrać dowolny czasownik, który wstawi pomiędzy I'll i it.

## Kariera

### 2023–2024: Aktywności przed debiutem i utworzenie poprzezR U Next?
Seria JTBC R U Next? emitowana była przez dziesięć odcinków od 30 czerwca do 1 września 2023 roku. W niej o debiut w sześcioosobowym girlsbandzie pod Belift Lab, ich pierwszym girlsbandzie i trzecim girlsbandzie pod Hybe (zaraz po Le Sserafim i NewJeans), rywalizowały 22 uczestniczki. W finałowym odcinku zadecydowano o składzie grupy, z czego dwie członkinie wybrane zostały przez publiczność, a cztery pozostałe przez producentów firmy. Końcowy skład zespołu, który stanowiły Wonhee, Youngseo, Minju, Iroha, Moka i Yunah, został ogłoszony pod koniec transmisji.
5 stycznia 2024 roku Belift Lab ogłosiło, że Youngseo opuszcza grupę. Uprzednio, Youngseo i Belift Lab omówili przyszłą działalność jej i jej grupy i za obopólną zgodą zdecydowali o rozwiązaniu jej umowy.

Oficjalne logo ILLIT

### 2024– obecnie: Debiut zSuper Real Me
13 lutego 2024 roku Belift Lab potwierdziło, że Illit zadebiutuje w marcu. Niewiele ponad tydzień później, 21 lutego, ponownie potwierdzono, że Illit wyda swój pierwszy EP 25 marca tego samego roku, a jego producentem został prezes Hybe Bang Si-hyuk. Przedsprzedaż EP otworzono 26 lutego wraz z ogłoszeniem jego nazwy - Super Real Me (z ang. Super Prawdziwa Ja). Illit zrobiło swój pierwsze publiczne wystąpienie jako grupa 28 lutego na pokazie Acne Studios podczas Paris Fashion Week, co czyni ich pierwszym artystą K-pop, który pojawił się na tym wydarzeniu przed oficjalnym debiutem. Lista utworów Super Real Me została ujawniona niewiele ponad tydzień później, 9 marca, z „Magnetic” jako singiel główny i trzema pozostałymi piosenkami: „My World”, „Midnight Fiction” i „Lucky Girl Syndrome”. Debiutancki minialbum Illit został oficjalnie wydany 25 marca 2024 roku.

## Akcje promocyjne
W marcu 2024 roku Illit zostały wybrane jako nowe twarze najnowszej globalnej kampanii SS24 Acne Studios.

## Członkinie
| Pseudonim   | Pseudonim | Prawdziwe imię | Prawdziwe imię  | Narodowość | Data urodzenia      | Pozycja w zespole                 |
| Latynizacja | Hangul    | Latynizacja    | Hangul          | Narodowość | Data urodzenia      | Pozycja w zespole                 |
| ----------- | --------- | -------------- | --------------- | ---------- | ------------------- | --------------------------------- |
| Yunah       | 윤아      | No Yun-ah      | 노윤아          | koreańska  | 15 stycznia 2004    | liderka, główna tancerka, raperka |
| Minju       | 민주      | Park Min-ju    | 박민주          | koreańska  | 11 maja 2004        | Zastępczy wokal, zastępczy raper  |
| Moka        | 모카      | Sakai Moka     | 사카이 모카     | japońska   | 8 października 2004 | Główny wokal, zastępczy tancerz   |
| Wonhee      | 원희      | Lee Wonhee     | 이원희          | koreańska  | 26 czerwca 2007     | Wiodący wokal, raperka            |
| Iroha       | 이로하    | Hokazono Iroha | 호카조노 이로하 | japońska   | 4 lutego 2008       | maknae, drugoplanowy wokal        |

## Dyskografia

### Minialbumy
| Rok  | Dane dot. albumu                                                                                                 | Najwyższa pozycja | Najwyższa pozycja | Najwyższa pozycja | Najwyższa pozycja | Najwyższa pozycja | Sprzedaż                                   |
| Rok  | Dane dot. albumu                                                                                                 | KOR (Circle)      | JPN (Oricon)      | JPN Hot           | US                | US World Albums   | Sprzedaż                                   |
| ---- | --- | ----------------- | ----------------- | ----------------- | ----------------- | ----------------- | ------------------------------------------ |
| 2024 | Super Real Me - Wydany: 25 marca 2024 - Wytwórnia: Belift Lab, YG Plus - Format: CD, digital download, streaming | 3                 | 3                 | 3                 | 93                | 2                 | - KOR: 670 200+ - JPN: 31 980+ - US: 4000+ |

### Single cyfrowe
| Rok  | Tytuł      | Najwyższa pozycja | Najwyższa pozycja | Najwyższa pozycja | Najwyższa pozycja | Najwyższa pozycja | Najwyższa pozycja | Najwyższa pozycja | Najwyższa pozycja | Najwyższa pozycja | Najwyższa pozycja | Sprzedaż    | Album         |
| Rok  | Tytuł      | KOR               | KOR               | AUS               | CAN               | JAP Hot           | NZ                | SGP               | UK                | WW                | US                | Sprzedaż    | Album         |
| Rok  | Tytuł      | Circle            | Songs             | AUS               | CAN               | JAP Hot           | NZ                | SGP               | UK                | WW                | US                | Sprzedaż    | Album         |
| ---- | ---------- | ----------------- | ----------------- | ----------------- | ----------------- | ----------------- | ----------------- | ----------------- | ----------------- | ----------------- | ----------------- | ----------- | ------------- |
| 2024 | „Magnetic” | 1                 | 1                 | 29                | 37                | 3                 | 30                | 1                 | 80                | 6                 | 91                | brak danych | Super Real Me |

## Filmografia

### Teledyski
| Rok  | Nazwa      | Album         | Wydawca |
| ---- | ---------- | ------------- | ------- |
| 2024 | „Magnetic” | Super Real Me | DQM     |

### Reality show
| Rok  | Nazwa     | Uwagi                                                         |
| ---- | --------- | ------------------------------------------------------------- |
| 2024 | R U Next? | Konkurs typu reality show, który zadecydował o składzie grupy |

### Programy internetowe
| Rok  | Nazwa         | Uwagi                                   |
| ---- | ------------- | --------------------------------------- |
| 2023 | I'll Like It! | Przeddebiutowy reality show; 6 odcinków |